# Чемпионат Петрограда по футболу 1922
Чемпионат Петрограда по футболу 1922  стал ХХII-м первенством города, проведенным Петроградской Футбол-лигой.
Победителем среди первых команд класса «А» стала команда «Спорт».

## Организация и проведение турнира
В этом сезоне в чемпионате участвовали 26 клубов, разделённых на классы «А», «Б», «В», и «Г» выставлявших от двух до шести команд каждый. Всего на 13 соревновательных уровнях участвовали 73 команды. 
На топ-уровне (I команды класса «А») выступали 6 клубов:
- «Спорт»
- «Коломяги»
- «Унитас»
- «Меркур»
- «Гладиатор»
- «Петровский»

Игры прошли по «круговой системе» в два круга. В случае равенства очков приоритет получала команда с лучшей разницей мячей; но для определения первой и последней команд было предусмотрено проведение дополнительного матча. Команда, занявшая последнее место, играла так называемый «переходной» матч с победителем класса «Б» за право выступать в классе «А» в следующем сезоне.

## Ход турнира
С начала первенства лидировал «Унитас», демонстрировавший слаженную игру, тон в которой задавали братья Василий и Михаил Бутусовы. Шансы «Меркура», уступившего в стартовой игре дома 2:8 «Коломягам», и «Спорта», крупно проигравшего обе игры основным конкурентам,  расценивались поначалу невысоко. Даже уверенная победа 6:3 «Меркура» в последнем матче первого круга, позволившая по его результатам сравняться с «Унитасом», не была поначалу оценена — преимущество последнего в игровом плане выглядело значительным.
С началом второго круга турнирная ситуация усложнилась: «Спорт», крупно обыграв в гостях «Меркур» 5:1 в ответ на крупное поражение в первом круге дома, также вошел в число претендентов на титул. «Унитас», пропустив два матча с аутсайдерами (были сыграны в конце первенства), сумел в непростом матче в Коломягах выиграть за счёт хет-трика Н.Никонова (получившегося своеобразным — он забил прямым ударом с углового, дальним ударом от боковой линии и с пенальти, а затем еще и был удален вместе с коломяжцем Петром Филипповым за драку), потеряв из-за травм до конца чемпионата Василия Бутусова и одного из ведущих полузащитников Николая Феофанова (удельнинцы заканчивали матч ввосьмером). Эти потери оказались невосполнимыми — в следующем туре «Спорт» сумел после хет-трика М.Бутусова в оставшиеся полчаса отыграться благодаря великолепной игре Константина Егорова и победить 4:3. В результате перед заключительными двумя турами триумвират «Унитас» — «Меркур» — «Спорт» имел равные шансы. В последнем туре «Меркур», благодаря отличной игре Петра Григорьева и Леонида Красильникова, сумел "отцепить" из этого трио «Унитас» (4:2), которому не помогли голы австрийца Раймунда Гофмана, заменившего В.Бутусова на месте центрфорварда; «Спорт» же сумел вырвать победу на поле коломяжцев благодаря голу переведенного в этом матче в нападение Ивана Хухтинена — по итогам турнира сохранился паритет.
Дополнительный матч за титул между «Спортом» и «Меркуром», как и предыдущий такой же матч между этими командами в 1915 году, проходил в упорной борьбе. Вновь, как и тогда, тот же "меркурианец" Дмитрий Киселев открыл счёт. Но теперь футболистам «Спорта» довольно быстро удалось сравнять счёт, а ближе к концу встречи, как это бывает в серьезнейших решающих матчах, несколько курьезным голом закончился дальний полуудар-полунавес Павла Батырева, принесший чемпионство «Спорту» спустя восемь лет.   

### Турнирная таблица
| № | Команды      | 1       | 2       | 3       | 4       | 5       | 6       | В | Н | П | М       | О  |
| - | ------------ | ------- | ------- | ------- | ------- | ------- | ------- | - | - | - | ------- | -- |
|   | «Спорт»      |         | 1:4 5:1 | 4:3 2:4 | 4:1 3:2 | 4:1 6:1 | 2:0 8:0 | 8 | 0 | 2 | 39 — 17 | 16 |
|   | «Меркур»     | 1:5 4:1 |         | 6:3 4:2 | 2:8 3:2 | 7:1 5:3 | 7:2 4:1 | 8 | 0 | 2 | 43 — 28 | 16 |
|   | «Унитас»     | 4:2 3:4 | 2:4 3:6 |         | 4:2 3:0 | 8:0 5:0 | 7:4 2:2 | 6 | 1 | 3 | 41 — 24 | 13 |
| 4 | «Коломяги»   | 2:3 1:4 | 2:3 8:2 | 0:3 2:4 |         | 6:0 3:1 | 7:2 0:2 | 4 | 0 | 6 | 31 — 24 | 8  |
| 5 | «Гладиатор»  | 1:6 1:4 | 3:5 1:7 | 0:5 0:8 | 1:3 0:6 |         | 8:2 3:2 | 2 | 0 | 8 | 18 — 48 | 4  |
| 6 | «Петровский» | 0:8 0:2 | 1:4 2:7 | 2:2 4:7 | 2:0 2:7 | 2:3 2:8 |         | 1 | 1 | 8 | 17 — 47 | 3  |

### Потуровая таблица
| № тура / Команда | 1       | 2 | 3 | 4 | 5 | 6 | 7 | 8 | 9 | 10 |   |
| ---------------- | ------- | - | - | - | - | - | - | - | - | -- | - |
| № тура / Команда | «Спорт» | 2 | 3 | 4 | 4 | 4 | 2 | 2 | 1 | 1  | 1 |
| «Меркур»         | 6       | 5 | 3 | 2 | 2 | 1 | 3 | 2 | 2 | 2  |   |
| «Унитас»         | 3       | 1 | 1 | 1 | 1 | 3 | 1 | 3 | 3 | 3  |   |
| «Коломяги»       | 1       | 2 | 2 | 3 | 3 | 4 | 4 | 4 | 4 | 4  |   |
| «Гладиатор»      | 5       | 4 | 5 | 5 | 5 | 5 | 5 | 5 | 5 | 5  |   |
| «Петровский»     | 4       | 6 | 6 | 6 | 6 | 6 | 6 | 6 | 6 | 6  |   |

### Матчи
| 6 авг | «Унитас» | 7:4 | «Петровский» | Удельная |

| 6 авг | «Спорт» | 6:1 | «Гладиатор» | Лигово |
| «Спорт»: Голубев - Д.Штукин, Ежов - Кузьменко, Батырев, Бодров - Маркушевич, А.Штукин, Фохт, Антипов, А.Богданов |         |     |             |        |

| 6 авг | «Коломяги» | 8:2 | «Меркур» | Поле «Меркура» |
| «Коломяги»: Полежаев - Г.Гостев, Эд.Эммерих - Варфоломеев, С.Филиппов, В.Систонен - Полунин, П.Филиппов, Карнеев, Г.Филиппов, Н.Гостев |            |     |          |                |

| 13 авг | «Унитас» | 4:2 | «Коломяги» | Удельная |
| «Коломяги»: Полежаев - Г.Гостев, Г.Филиппов - Варфоломеев, С.Филиппов, В.Систонен - Полунин, П.Филиппов, Карнеев, Кусков, Н.Гостев |          |     |            |          |

| 13 авг | «Гладиатор» | 8:2 | «Петровский» | Лигово |

| 13 авг | «Меркур» | 4:1 | «Спорт» | Поле «Спорта» |
| «Спорт»: Голубев - Д.Штукин, Ежов - И.Хухтинен, Батырев, Бодров - Д.Родионов, А.Штукин, Фохт, Антипов, А.Богданов |          |     |         |               |

| 19 авг | «Унитас» | 4:2     | «Спорт» | Удельная |
| |          | (отчёт) |         |          |
| «Унитас»: А.Павлов - Еремеев, Ф.Константинов - Федюшин, М.Кононов, Феофанов - Никонов, Ан.Васильев, В.Бутусов, М.Бутусов, Я.Блинков «Спорт»: Голубев - Д.Штукин, Ежов - И.Хухтинен, Батырев, Бодров - Д.Родионов, К.Егоров, Фохт, Антипов, А.Штукин |          |         |         |          |

| 19 авг | «Меркур» | 5:3     | «Гладиатор» | Лигово |
| |          | (отчёт) |             |        |
| «Меркур»: Данилевич - Рузанов, Окунь - И.Столяров, Северов, М.Сергеев - П.Григорьев, Г.Иванов, Красильников, Д.Киселев, Баумгарт «Гладиатор»: Левицкий - Кидов, Д.Быков - В.Ильин, Якобсон, Михайлов - И.Петров, Спиридонов, Вл.Иванов, Н.Исаков, Климанов |          |         |             |        |

| 19 авг | «Коломяги» | 7:2     | «Петровский» | Коломяги |
| |            | (отчёт) |              |          |
| «Коломяги»: Полежаев - Г.Гостев, Г.Филиппов - Варфоломеев, С.Филиппов, В.Систонен - Полунин, П.Филиппов, Карнеев, Кусков, Н.Гостев · «Петровский»: Н.Филиппов - Сидоров, Я.Вячеславов - Крупышев, М.Горелкин , Поваров - Башинский, Евдокимов, И.Горелкин, С.О.Филиппов, Д.Лагунов |            |         |              |          |

| 20 авг | «Унитас» | 5:0     | «Гладиатор» | Лигово |
| |          | (отчёт) |             |        |
| «Унитас»: А.Павлов - Еремеев, Ф.Константинов - Федюшин, М.Кононов, Феофанов - Никонов, Ан.Васильев, В.Бутусов, М.Бутусов, Сиротин «Гладиатор»: Левицкий - Кидов, Д.Быков - Якобсон, В.Ильин, К.Филиппов - И.Петров, Спиридонов, Вл.Иванов, Н.Исаков, Климанов |          |         |             |        |

| 20 авг | «Меркур» | 7:2     | «Петровский» | Поле «Меркура» |
| |          | (отчёт) |              |                |
| «Меркур»: Данилевич - Рузанов, Окунь - М.Сергеев, П.Москалев, Северов - П.Григорьев, Г.Иванов, Красильников, Д.Киселев, Лобашев · «Петровский»: Н.Филиппов - Сидоров, В.Чернышев - Крупышев, М.Горелкин 1Т, Поваров - Башинский, Евдокимов, И.Горелкин, Бурман, Д.Лагунов |          |         |              |                |

| 20 авг | «Спорт»                        | 4:1     | «Коломяги» | Поле «Спорта» |
| | - Антипов (1:0)′ - Фохт (3:0)′ | (отчёт) |            |               |
| «Спорт»: Голубев - Д.Штукин, Ежов - Кузьменко, Батырев (4:0), Бодров - К.Егоров, Горшков, Фохт, Антипов, А.Штукин · «Коломяги»: Полежаев - Г.Гостев, Ченцов - Крутиков, С.Филиппов, Варфоломеев - Полунин, П.Филиппов, Карнеев, Г.Филиппов, Н.Гостев |                                |         |            |               |

| 3 сен | «Меркур»      | 6:3     | «Унитас» | Поле «Меркура»  |
| | - П.Григорьев | (отчёт) |          | Зрителей: ~1500 |
| «Меркур»: Данилевич - Рузанов, Окунь - М.Сергеев, П.Москалев , Северов - П.Григорьев, Г.Иванов, Красильников, Д.Киселев, Лобашев · «Унитас»: А.Павлов - Еремеев, Ф.Константинов - Федюшин, М.Кононов, Феофанов - Никонов, Ан.Васильев, В.Бутусов, М.Бутусов, Я.Блинков |               |         |          |                 |

| 3 сен | «Коломяги» | 3:1     | «Гладиатор» | Лигово |
| |            | (отчёт) |             |        |
| «Коломяги»: Полежаев - Г.Гостев, Эд.Эммерих - П.Филиппов, С.Филиппов, Г.Филиппов - Полунин, Маликов, Карнеев, Варфоломеев, Н.Гостев «Гладиатор»: Левицкий - Бочков, П.Исаков - Якобсон, В.Ильин, Кидов - Д.Николаев, Спиридонов, Вл.Иванов, Н.Исаков, Климанов |            |         |             |        |

| 3 сен | «Спорт» | 2:0     | «Петровский» | Поле «Спорта» |
| |         | (отчёт) |              |               |
| «Спорт»: Голубев - Д.Штукин, Ежов - Кузьменко, Бодров, И.Хухтинен - К.Егоров, Батырев, Фохт, Антипов, А.Штукин «Петровский»: А.Рябов - Д.Лагунов, Сидоров - Крупышев, М.Горелкин, Поваров - Башинский, Бурман, Евдокимов, И.Горелкин, П.Казаринов |         |         |              |               |

| 10 сен | «Унитас» | 2:1     | «Петровский» | Поле «Петровских» |
|        |          | (отчёт) |              | Судья: Будзинский |

| 10 сен | «Спорт» | 4:1     | «Гладиатор» | Поле «Спорта»    |
| |         | (отчёт) |             | Судья: В.Быстров |
| «Спорт»: Голубев - Д.Штукин, Ежов - Кузьменко, Батырев, И.Хухтинен - В.Сергеев, К.Егоров, Фохт, Антипов, А.Штукин |         |         |             |                  |

| 10 сен | «Меркур» | 3:2     | «Коломяги» | Коломяги        |
| |          | (отчёт) |            | Судья: А.Черный |
| «Меркур»: Данилевич - Рузанов, Окунь - М.Сергеев, Реш, Дембо - П.Григорьев, Г.Иванов, Красильников, Д.Киселев, Лобашев «Коломяги»: Полежаев - Г.Гостев, Эд.Эммерих - Варфоломеев, С.Филиппов, Г.Филиппов - Полунин, П.Филиппов, Карнеев, Кусков, Н.Гостев |          |         |            |                 |

| 17 сен | «Унитас»                        | 3:0     | «Коломяги» | Коломяги                           |
| | - Никонов (1)′ (2)′ (3)′ (пен.) | (отчёт) |            | Зрителей: ~1000 Судья: Е.Михельсон |
| «Унитас»: А.Павлов - Еремеев, Ф.Константинов - Федюшин, М.Кононов, Феофанов ~50' - Никонов , Ан.Васильев, В.Бутусов ~10', М.Бутусов, Я.Блинков · «Коломяги»: Полежаев - Г.Гостев, Эд.Эммерих - Варфоломеев, С.Филиппов, Г.Филиппов - Полунин, П.Филиппов , Карнеев, Кусков, Н.Гостев |                                 |         |            |                                    |

| 17 сен | «Спорт»                        | 5:1     | «Меркур»        | Поле «Меркура»                   |
| | - Окунь ~40′ (авт.) - К.Егоров | (отчёт) | - 5′ Колотушкин | Зрителей: ~1000 Судья: Л.Матвеев |
| «Спорт»: Голубев - Д.Штукин, Ежов - Бодров, Батырев, Кузьменко - Д.Родионов, К.Егоров, Фохт, Антипов, А.Штукин «Меркур»: Данилевич - Рузанов, Окунь - П.Москалев, Северов, М.Сергеев - П.Григорьев, Г.Иванов, Красильников, Колотушкин, Д.Киселев |                                |         |                 |                                  |

| 17 сен | «Гладиатор» | 3:2     | «Петровский» | Поле «Петровских» |
|        | - Климанов  | (отчёт) |              | Судья: Шнейдер    |

| 24 сен | «Спорт»                                              | 4:3     | «Унитас»                | Поле «Спорта»                      |
| | - К.Егоров 60′ 63′ - Д.Родионов 73′ - А.Богданов 88′ | (отчёт) | - 12′ 39′ 57′ М.Бутусов | Зрителей: ~2000 Судья: Е.Михельсон |
| «Спорт»: Голубев - Д.Штукин, Ежов - Бодров, Батырев, Кузьменко - Д.Родионов, К.Егоров, Антипов, А.Штукин, А.Богданов «Унитас»: А.Павлов - Еремеев, Ф.Константинов - Федюшин, М.Кононов, Ремизов - Ф.Семенов, Никонов, М.Бутусов, Ан.Васильев, Я.Блинков |                                                      |         |                         |                                    |

| 24 сен | «Меркур» | 7:1     | «Гладиатор» | Поле «Меркура»  |
| |          | (отчёт) |             | Судья: А.Черный |
| «Меркур»: Данилевич - Рузанов, Окунь - М.Михельсон, Северов, М.Сергеев - П.Григорьев, И.Столяров, Красильников, Д.Киселев, Баумгарт |          |         |             |                 |

| 24 сен | «Петровский» | 2:0     | «Коломяги» | Поле «Петровских» |
| |              | (отчёт) |            | Судья: Г.Дюперрон |
| «Петровский»: А.Рябов - Сидоров, Я.Вячеславов - Поваров, Н.Вячеславов, Д.Лагунов - Башинский, Евдокимов, И.Горелкин, Крупышев, Сычев «Коломяги»: Полежаев - Г.Гостев, Эд.Эммерих - Варфоломеев, Карнеев, Г.Филиппов - Н.Румянцев, П.Филиппов, Н.Гостев, Кусков, Полунин |              |         |            |                   |

| 1 окт | «Меркур»                                                       | 4:1     | «Петровский»       | Поле «Петровских» |
| | - Красильников 1′ ~40' (пен.) (2:1)′ - Д.Киселев (3:1)′ (4:1)′ | (отчёт) | - (1:1)′ Евдокимов | Судья: Будзинский |
| «Меркур»: Данилевич - Рузанов, Окунь - Сайкин, Северов, М.Сергеев - П.Григорьев, Барулин, Красильников, Д.Киселев, Ф.Смирнов «Петровский»: А.Рябов - Сидоров, Я.Вячеславов - Поваров, Н.Вячеславов, Д.Лагунов - Башинский, Евдокимов, И.Горелкин, Крупышев, Сычев |                                                                |         |                    |                   |

| 1 окт | «Спорт»             | 3:2     | «Коломяги» | Коломяги         |
| | - И.Хухтинен (3:2)′ | (отчёт) |            | Судья: Г.Фепонов |
| «Спорт»: Голубев - Д.Штукин, Ежов - Бодров, Батырев, Кузьменко - Д.Родионов, К.Егоров, И.Хухтинен, Антипов, А.Штукин «Коломяги»: Полежаев - Г.Гостев, Г.Филиппов - Эд.Эммерих, С.Филиппов, Ченцов - Варфоломеев, П.Филиппов, Карнеев, Кусков, Н.Гостев |                     |         |            |                  |

«Гладиатор» не явился на поле «Унитаса» ввиду изменения времени проведения матча; встреча была проведена в другой день.
| 8 окт | «Меркур»                                                       | 4:2     | «Унитас»             | Удельная |
| | - П.Григорьев 24′ - Ф.Смирнов 30′ - Красильников (3:1)′ (4:1)′ | (отчёт) | - 6′ ? - ~85′ Гофман |          |
| «Меркур»: Данилевич - Рузанов, Окунь - Дембо, Северов, М.Сергеев - П.Григорьев, Ф.Смирнов, Красильников, Д.Киселев, Лобашев «Унитас»: А.Павлов - Еремеев, Ф.Константинов - Федюшин, М.Кононов, Ремизов - Никонов, Ан.Васильев, Гофман, М.Бутусов, Я.Блинков |                                                                |         |                      |          |

| 8 окт | «Спорт» | 8:0     | «Петровский» | Поле «Петровских» |
| |         | (отчёт) |              |                   |
| «Спорт»: Голубев - Д.Штукин, Ежов - Бодров, Батырев, Кузьменко - Д.Родионов, К.Егоров, Фохт, Антипов, А.Штукин «Петровский»: А.Рябов - Д.Лагунов, Я.Вячеславов - Крупышев, М.Горелкин, Кузьмин - Башинский, Евдокимов, И.Горелкин, П.Казаринов, Сычев |         |         |              |                   |

| 8 окт | «Коломяги» | 6:0     | «Гладиатор» | Коломяги |
| |            | (отчёт) |             |          |
| «Коломяги»: П.Филиппов - Ломакин, Ченцов - Крутиков, Н.Гостев, Полежаев - Карнеев, Г.Гостев, Эд.Эммерих, Г.Филиппов, С.Филиппов |            |         |             |          |

| 15 окт | «Унитас» | 2:2     | «Петровский» | Удельная          |
| |          | (отчёт) |              | Судья: Будзинский |
| «Унитас»: А.Павлов - Еремеев, Ф.Константинов - Федюшин, М.Кононов, Ремизов - Никонов, Кудрявцев, Гофман, М.Бутусов, Ф.Семенов «Петровский»: А.Рябов - Кузьмин, Сидоров - Поваров, М.Горелкин, Д.Лагунов - Башинский, Евдокимов, И.Горелкин, П.Казаринов, Сычев |          |         |              |                   |

| 22 окт | «Унитас» | 8:0     | «Гладиатор» | Удельная        |
|        |          | (отчёт) |             | Судья: А.Черный |

| 15 окт | «Спорт»                     | 2:1     | «Меркур»           | Коломяги         |
| | - ? (1:1)′ - Батырев (2:1)′ | (отчёт) | - (0:1)′ Д.Киселев | Судья: Л.Матвеев |
| «Спорт»: Голубев - Д.Штукин, Ежов - И.Хухтинен, Батырев, Кузьменко - Д.Родионов, К.Егоров, Фохт, Антипов, А.Богданов «Меркур»: Данилевич - Рузанов, Окунь - Дембо, Северов, М.Сергеев - П.Григорьев, Г.Иванов, Красильников, Д.Киселев, Лобашев |                             |         |                    |                  |

### Матч «чемпион — сборная»
В традиционном выставочном "инаугурационном" матче чемпиона со сборной всех остальных клубов поначалу шла упорная борьба. Первый тайм сборная выиграла с минимальным преимуществом, в начале второго тайма «Спорт» сравнял счет, сборная через пару минут вновь вышла вперед и затем... внезапно как на тренировке провела еще четыре мяча, показав вдруг удивительно согласованную игру составленной из разных клубов центровой тройки нападающих (Григорий Иванов — Борис Карнеев — Михаил Бутусов) с молодым центр-хавбеком Владимиром Воногом — лидером «Путиловских» (в то время команды класса «Б») и, в будущем, одним из лучших полузащитников в истории питерского футбола.  
| 28 окт | Петроград                        | 7:2     | «Спорт» | Поле «Спорта»    |
| | - Карнеев - Г.Иванов - М.Бутусов | (отчёт) |         | Судья: Б.Миронов |
| Петроград: Данилевич - Г.Гостев, Окунь - Дембо, Воног, Г.Филиппов - П.Григорьев, Г.Иванов, Карнеев, М.Бутусов, Д.Киселёв · «Спорт»: Голубев - Д.Штукин, Ежов - Хухтинен, Батырев , Кузьменко - Д.Родионов, К.Егоров, Фохт, Антипов, А.Богданов |                                  |         |         |                  |

### Младшие команды класса «А»
Победители в турнирах младших команд
- II команды — «Спорт»II
- III — «Унитас»III
- IV — «Петровский»IV
- V и ниже — «Спорт»V

## Минорные соревновательные уровни
Победители в турнирах главных команд классов «Б», «В», «Г»
| Класс «Б»                                                                                             | Класс «В»                                                                              | Класс «Г» |
| I команды                                                                                             | I команды                                                                              | I команды |
| --- | -------------------------------------------------------------------------------------- | --- |
| - 1. «Путиловский» - 2. «Детское село» - 3. «Любители» - 4. «Тосмен» - 5. «Мурзинка» - 6. «Технологи» | - 1. «Гавань» - 2. «Триумф» - 3. «Волга» - 4. «Гатчина» - 5. «Кречет» - 6. «Парголово» | - 1. «Сергиево» - 2. «Охта» - 3. «Нева» - 4. «Мурманская» - 5. «Милиция» - 6. «Шувалово» - 7. «Кобрино» - 8. «Хозакарф» |
| Переходные матчи                                                                                      |                                                                                        | |
| «Петровский»«А» 2:1 «Путиловский»«Б»                                                                  | «Технологи»«Б» 1:2 «Гавань»«В»                                                         | «Кречет»«В» -:+ «Сергиево»«Г»                                                                                           |

## Комментарии
1. ↑  Решением Лиги матч был назначен к переигровке по следующим соображениям: на скользком от дождя поле рефери "... не мог достаточно быстро бегать", и, находясь вдалеке от игровой ситуации, засчитал один из голов «Унитаса», которого на самом деле не было (как выяснилось впоследствии после опроса помошников судьи ("флаговых") и игроков команд)[13].
2. ↑  В заключительном ничего не решающем матче коломяжцы позволили себе выставить ряд игроков на совершенно непрофильные для них позиции (тем не менее, крупно победив при этом), чем вызвали негодование части публики, обвинявшей коломяжцев в несерьёзности в матче, "... за просмотр которого деньги плачены"[17].

### Периодика
- «Всевобуч и Спорт» Петроград 1922. НЭБ — rusneb.ru.
- «Известия спорта» Москва 1922. НЭБ — rusneb.ru.
- «Футбольный архив» Санкт-Петербург № 1 (18). — 2002.